# Beopjeon-myeon
Beopjeon-myeon (koreanska: 법전면, 法田面) är en socken i den östra delen av Sydkorea, 190 km öster om huvudstaden Seoul. Den ligger i kommunen Bonghwa-gun i provinsen Norra Gyeongsang. 